# Journée mondiale de la paix
Ne doit pas être confondu avec Journée internationale de la paix.
La Journée mondiale de la Paix est une journée mondiale établie à l'initiative de l'Église catholique romaine en 1968 en faveur de la paix dans le monde. Elle a lieu le 1er janvier de chaque année.

## Historique
Le 1er septembre 1964, Raoul Follereau fondateur de l'œuvre qui lutte contre la lèpre et la pauvreté et promeut l'accès à l'éducation, écrivait une lettre à Monsieur U Thant alors Secrétaire Général de l'ONU pour lui demander « que toutes les nations présentes à l'ONU décident que chaque année, à l'occasion d'une Journée mondiale de la Paix, elles prélèveront sur leur budget respectif ce que leur coûte un jour d'armement, et le mettront en commun pour lutter contre les famines, les taudis et les grandes endémies qui déciment l'humanité (...) ». Le pape Paul VI relaya cet appel lors d'une visite en Inde à Bombay le 4 décembre de la même année.
À la suite d'une pétition organisée par Raoul Follereau, entre 1964 et 1969, l'ONU reçut la signature de trois millions de jeunes de 125 pays appuyant cette démarche.
C'est à l'occasion de cette campagne que la première Journée mondiale de la Paix fut instituée par le pape le 1er janvier 1968.

## Quelques journées mondiales pour la paix marquantes
En 2005, le pape Jean-Paul II consacre son message au thème « Ne te laisse pas vaincre par le mal, mais sois vainqueur du mal par le bien ». Il aborde la question de l'usage des biens de la terre :
« Puisque le bien de la paix est étroitement lié au développement de tous les peuples, il est nécessaire de tenir compte des implications éthiques de l'usage des biens de la terre. Le Concile Vatican II a opportunément rappelé que « Dieu a destiné la terre et tout ce qu'elle contient à l'usage de tous les hommes et de tous les peuples, en sorte que les biens créés doivent être mis en abondance à la disposition de tous, de façon équitable, sous la conduite de la justice, dont la charité est la compagne ». »
En 2010, le pape Benoît XVI consacre entièrement son message au thème de la sauvegarde de la Création : « Si tu veux construire la paix, protège la Création ». 
En 2012, le pape Benoît XVI aborde le thème « Éduquer les jeunes à la justice et à la paix ». L'Église regarde les jeunes avec espérance ; elle a confiance en eux et elle les encourage à rechercher la vérité, à défendre le bien commun, à avoir des perspectives ouvertes sur le monde et des yeux capables de voir des choses nouvelles.
En 2014, le pape François aborde le thème de la nécessaire fraternité, Le message s'intitule « La fraternité, fondement et route pour la paix ».
En 2016, le pape François consacre son message au thème « Gagne sur l’indifférence et remporte la paix ».
En 2020, le pape François choisit le thème « La paix, un chemin d’espérance : dialogue, réconciliation et conversion écologique ». Les axes développés : contre une paix illusoire, fondée sur la méfiance et la peur de l’autre ; parvenir à la paix, un processus long et nourri par la fraternité ; trouver la force de pardonner ; en référence au Synode sur l’Amazonie: Développer de nouvelles relations entre les hommes et avec la terre ; Patience et confiance comme soutiens ; recevoir le pardon du Seigneur pour devenir artisan de paix.